# 野田道雄
野田 道雄（のだ みちお、1942年5月13日 - 2023年3月4日）は、日本の経営者。日新火災海上保険社長を務めた。愛知県出身。

## 経歴
1965年に神戸大学経済学部を卒業し、同年に日新火災海上保険に入社。1989年6月に取締役に就任し、1993年6月に常務、1996年6月に専務を経て、2000年4月には社長に就任。2005年4月に会長に就任。
2021年4月に旭日小綬章を受章。
2023年3月4日、パーキンソン病のために死去。79歳没。